# The Twenty Years’ Crisis
The Twenty Years’ Crisis (vollständiger Titel: The Twenty Years’ Crisis , 1919–1939. An Introduction to the Study of International Relations) ist ein Buch des britischen Historikers, Diplomaten und Politikwissenschaftlers Edward Hallett Carr, das 1939 erstmals in London publiziert wurde. Es wird zu den wenigen Klassikern der politikwissenschaftlichen Disziplin Internationale Beziehungen IB gezählt. Mit seiner Studie unternahm Carr eine tiefgehende und nachhaltige Kritik dessen, was er die „utopische“ Denkweise der westlichen Diplomatie und Wissenschaft nach dem Ersten Weltkrieg nannte und herabwürdigend als „Idealismus“ bezeichnete. Mit dem Buch erwarb sich Carr den Ruf, einer der Gründerväter des Realismus in den Internationalen Beziehungen zu sein.

## Inhalt
Der von Carr kritisierte „Idealismus“, der auf liberalen Annahmen basierte, bestand unter anderem aus dem Glauben an eine grundsätzliche Interessenharmonie zwischen den Staaten, aus dem Vertrauen auf Vernunft und rationales Handeln sowie der Einschätzung, dass Krieg irrational sei und durch Aufklärung, Diplomatie, das Völkerrecht und den Völkerbund zu verhindern sei. Carr argumentierte dagegen, dass es falsch sei, anzunehmen, der Status quo (politisch und territorial) werde von allen größeren Staaten akzeptiert. Das sei in einer Welt mit Staaten unterschiedlicher Machtausstattung unwahrscheinlich. Carr zufolge sind Machtkämpfe zwischen Staaten unvermeidlich. Es sei ein Fehler, die juristischen und legislativen Prozesse aus Nationalstaaten auf das internationale System zu übertragen. Den „Moralismus“ der Siegermächte 1918 hielt er für Selbstbetrug.
Einige Probleme der Zeit nach dem Ersten Weltkrieg hätten seiner Auffassung nach mit einer harten und rücksichtslosen Analyse der Realität verhindert werden können. Zentrales und unveränderbares Charakteristikum von Politik insgesamt und damit auch internationaler Politik sei die Macht. Das sei von den „Idealisten“ vernachlässigt worden. Darum seien alle ihre Versuche gescheitert, die Anarchie des internationalen Systems zu reformieren.
Dennoch setzte Carr nicht ausschließlich auf harte und rücksichtslose Analyse und schrieb, Realismus ohne Utopismus verkomme zu zynischer Realpolitik. Um diese Argumentation zu begründen, widmete Carr ein Kapitel des Buches den Grenzen des Realismus. Darin stimmte er der britischen Appeasement-Politik der 1930er-Jahre zu.

## Rezeption
Das Buch stößt bis in die heutige Zeit auf großes wissenschaftliches Interesse, besonders deshalb, weil es für viele zu einem Paradigmenwechsel in den IB führte, vom (inzwischen so genannten) Idealismus als dominanter Denkschule zum Realismus. Wichtigen Auftrieb erhielt The Twenty Years’ Crisis in den Vereinigten Staaten durch die Rezension Hans Morgenthaus im ersten Heft der Fachzeitschrift World Politics (1949). Morgenthau lobte das Buch und monierte lediglich, dass Carr keine moralische Lösung für die 20-jährige Krise gefunden habe.
Andere kommentierten das Buch kritisch, Norman Angell (im Sinne Carrs „Idealist“) bezeichnete es als bösartig und nihilistisch. Leonard Sidney Woolf (ebenfalls „Idealist“) bemängelte Carrs uneinheitlichen Gebrauch des Begriffs „Utopismus“ und hielt es für einen Widerspruch, dass dieser nicht die Appeasement-Politik Neville Chamberlains mit einschloss. Dazu schreibt der britische Historiker Perry Anderson: „Nach 1945 wurde The Twenty Years’ Crisis der Schande preigegeben, weil sich Carr darin für das Münchner Abkommen ausgesprochen hatte, (...).“
Der dem Nationalsozialismus nahestehende deutsche Schriftsteller Hans Grimm bezeichnete das Buch in seiner 1950 erschienenen apologetischen Erzbischofschrift als das „beste historisch-politische Buch der Neuzeit.“

## Ausgaben
- The Twenty Years’ Crisis, 1919–1939. An Introduction to the Study of International Relations. Macmillan, London 1939.
- The twenty years' crisis, 1919–1939. An introduction to the study of international relations. Macmillan, London 1946.
- The twenty years' crisis, 1919–1939. An introduction to the study of international relations. Reissued with a new introduction and additional material by Michael Cox, Palgrave, New York 2001, ISBN 0-333-96375-X.
- The twenty years' crisis, 1919–1939. Reissued with a new preface from Michael Cox. Palgrave Macmillan, London 2016, ISBN 978-1-349-95075-1.